# Neutraubling
Neutraubling is een gemeente in de Duitse deelstaat Beieren, gelegen in het Landkreis Regensburg. De stad telt 14.018 inwoners.
Deze industriestad ligt in de Donauvlakte, 10 km ten oosten van Regensburg. Neutraubling is een van de vijf Beierse ballingensteden die na de Tweede Wereldoorlog zijn ontstaan.

## Geografie
Neutraubling heeft een oppervlakte van 12 km² en ligt in het zuiden van Duitsland.
Alteglofsheim ·
Altenthann ·
Aufhausen ·
Bach a.d.Donau ·
Barbing ·
Beratzhausen ·
Bernhardswald ·
Brennberg ·
Brunn ·
Deuerling ·
Donaustauf ·
Duggendorf ·
Hagelstadt ·
Hemau ·
Holzheim a.Forst ·
Kallmünz ·
Köfering ·
Laaber ·
Lappersdorf ·
Mintraching ·
Mötzing ·
Neutraubling ·
Nittendorf ·
Obertraubling ·
Pentling ·
Pettendorf ·
Pfakofen ·
Pfatter ·
Pielenhofen ·
Regenstauf ·
Riekofen ·
Schierling ·
Sinzing ·
Sünching ·
Tegernheim ·
Thalmassing ·
Wenzenbach ·
Wiesent ·
Wörth a.d.Donau ·
Wolfsegg ·
Zeitlarn